# Джаны-Джол (Нарынская область)
Джаны-Джол (кирг. Жаңы-Жол — высокогорное село Кочкорского района. Входит в состав Ак-Кыянского аильного округа в Нарынской области Кыргызской Республики.
Расположено на реке Кочкор, на высоте 1770 м над уровнем моря.
Село основано в 1930 году.
Население составляет 2535 человек (2009 г.); работает в основном в сельском хозяйстве и животноводстве. 
Имеется средняя школа, клуб, библиотека, медицинский пункт.